# Бейч, Жюль
Жюль Семон Бейч (9 ноября 1861, Нью-Йорк, Нью-Йорк — 24 марта 1944, Палм-Бич, Флорида) — американский банкир, коллекционер произведений искусства и филантроп.

## Биография
Жюль Бейч родился в еврейской семье в Нью-Йорке. Его отец, Семен Бейч (урождённый Бах), эмигрировал в США из Нюрнберга, обосновавшись в Нью-Йорке, где открыл фирму по производству стекла Semon Bache & Company.
В 1881 году начал работать кассиром в компании Leopold Cahn & Co, биржевой маклерской фирме, основанной его дядей. В 1886 году он стал миноритарным партнёром, а в 1892 году получил полный контроль над бизнесом, переименовав фирму в J. S. Bache & Co. Жюль Бейч превратил компанию в один из ведущих брокерских домов в США, уступая лишь Merrill Lynch. В процессе работы он стал чрезвычайно богатым человеком, меценатом и филантропом.
Во время Первой мировой войны Жюль Бейч жертвовал деньги Американской полевой службе во Франции, а его жена была почётным казначеем «War Babies' Cradle» — благотворительной организации, которая оказывала помощь матерям и детям, попавшим в беду в охваченных войной Северной Франции и Бельгии, обеспечивая их едой, одеждой, топливом и медицинской помощью.
На президентских выборах 1920 года Бейч был выборщиком Уоррена Гардинга и Калвина Кулиджа.
Жюль Бейч был акционером ряда известных корпораций и входил в советы директоров многих из них. Среди его личных владений были значительные доли в канадских горнодобывающих компаниях. Доли в этих компаниях принадлежали его багамской корпорации, что позволяло ему легально избегать высоких личных налогов в США, за что он подвергся публичной критике в результате федерального расследования в 1930-х годах причин биржевого краха на Уолл-стрит в 1929 году. Однако Бейч считал, что высокие налоги мешают экономическому росту, и опубликовал брошюру под названием Release business from the slavery of taxation («Освободите бизнес от рабства налогов»). Будучи крупным акционером компании Dome Mines Limited, Бейч занимал пост президента компании с 1919 по 1942 год и был председателем совета директоров на момент своей кончины. После того как в 1923 году брокерская фирма Dillon, Read & Co. приобрела автомобильную компанию Dodge Brothers, Жюль Бейч получил значительную долю в корпорации Chrysler.
Сторонник американского театра и Бродвея, Жюль Бейч помог основать нью-йоркский филиал клуба «Эшолье» в 1941 году.

### Личная жизнь
Бейч женился на Флоренс Р. Шефтель 23 мая 1892 года, у них родились две дочери.
Жюль Бейч умер в 1944 году в Палм-Бич, и был похоронен на Вудлонском кладбище в Бронксе, Нью-Йорк. Его могила является копией киоска Траяна в Филе. В 1927 году его дочь, Кэтрин Бейч Миллер, вышла замуж за театрального продюсера Гилберта Миллера в Париже. Его внучка, Мюриэл Бейч Ричардс, вышла замуж за Фрэнсиса Уоррена Першинга, сына генерала Джона Дж. Першинга.

## Коллекция произведений искусства
В дополнение к своей известности в мире бизнеса Жюль Бейч также стал известен своим коллекционированием произведений искусства, которое привлекло внимание прессы в 1929 году, когда он приобрел «Портрет Джулиано Медичи», приписываемый в то время Рафаэлю. Он приобрел множество других важных работ, в том числе работы Рембрандта, Тициана (включая «Мадонну Бейча»), Альбрехта Дюрера, Диего Веласкеса, Герарда Давида, Джованни Беллини, Сандро Боттичелли и других. В 1937 году он открыл свою великолепную художественную коллекцию для публики, а в 1943 году передал некоторые из своих работ в дар Детройтскому институту искусств.
Бейч был крупным дарителем отдела декоративного искусства в Метрополитен-музее. После его смерти в 1944 году большая часть его коллекции картин, до этого момента подаренная Фонду Жюля Бейча, была передана музею; остальные произведения искусства из его поместья на Пятой авеню, 814, были проданы с аукциона.